# Coalbrookdale
 (décembre 2023).
Si vous disposez d'ouvrages ou d'articles de référence ou si vous connaissez des sites web de qualité traitant du thème abordé ici, merci de compléter l'article en donnant les références utiles à sa vérifiabilité et en les liant à la section « Notes et références ».
Coalbrookdale est un village anglais au bord du fleuve Severn, dans la vallée d'Ironbridge, Shropshire, Angleterre, qui est le berceau de l'industrie minière et métallurgique de la première Révolution industrielle, sous l'impulsion de la famille quaker des Darby, trois générations de forgerons qui mirent au point la fabrication industrielle de la fonte au coke.

## Le berceau de la fonte au coke
C'est dans ce village qu'Abraham Darby III, à la suite de son père et de son grand-père, exerçait le métier de maître-forgeron. Son grand-père (Abraham Darby), qui n'était qu'un artisan possédant un moulin à malte eut un rôle clef pendant la révolution industrielle en effectuant en 1709 la première fonte au coke, permettant progressivement d'abaisser le coût du fer. Mais c'est Abraham Darby III qui fondit les membrures et pièces de fonte, et mena à bien la construction du très célèbre Iron Bridge, inscrit par un comité de l'UNESCO, ainsi que toute la vallée d'Ironbridge (Ironbridge Gorge), sur la liste du patrimoine mondial. 

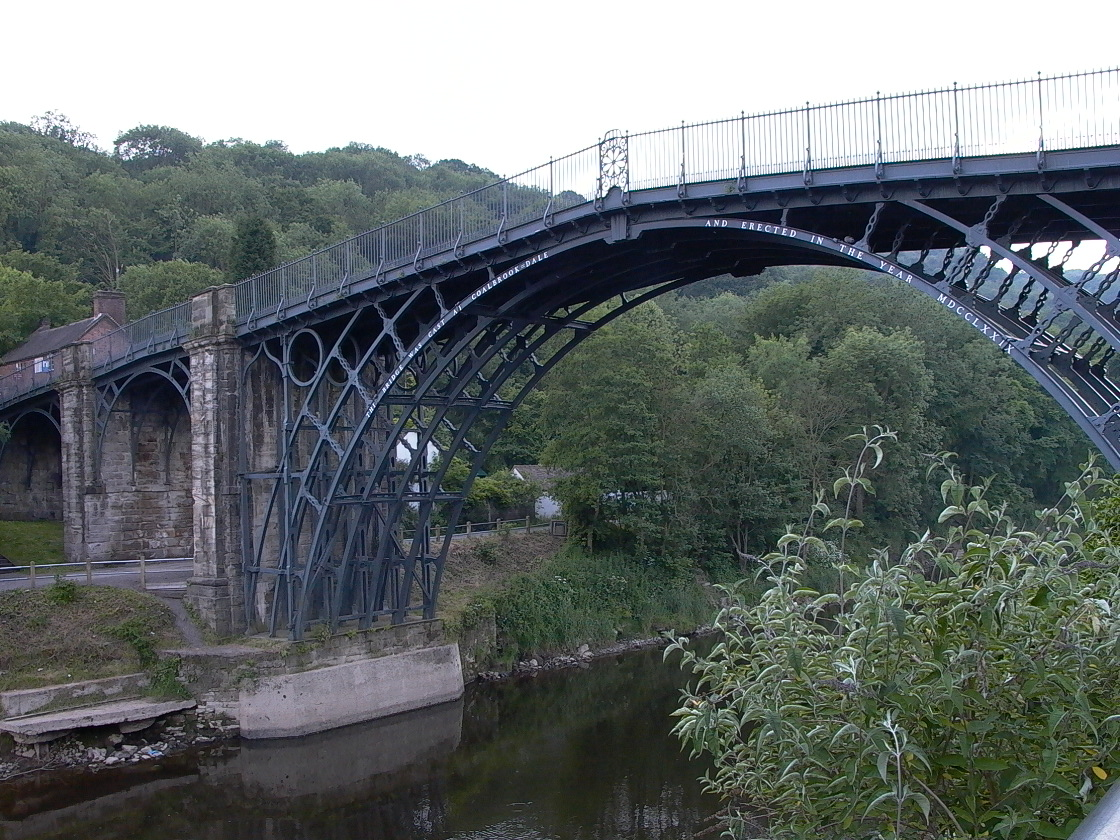
Iron Bridge, ou pont de Coalbrookdale (1779). Premier grand pont métallique au monde.

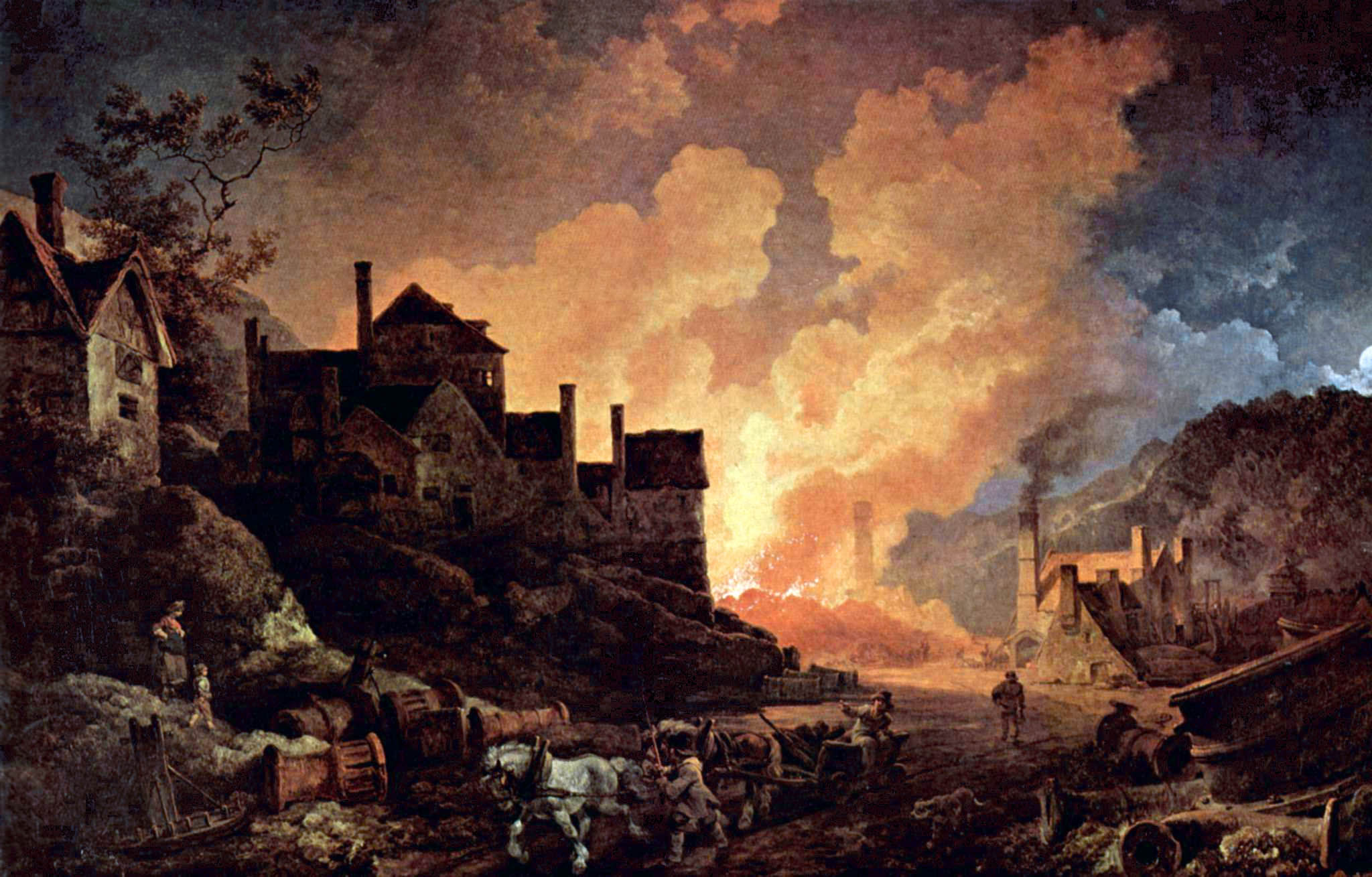
Coalbrookdale de nuit, par Philippe-Jacques de Loutherbourg, 1801. Ce tableau montre les hauts fourneaux de Madeley Wood (ou Bedlam), qui appartenaient à la Coalbrookdale Company, de 1776 à 1796.

## La première locomotive
En 1802, Richard Trevithick effectue le premier essai d'une locomotive ferroviaire sur la voie ferrée de la mine.
Le village est juste à côté de la mine de charbon et de la forge de Broseley, où travailla à partir de 1753 John Wilkinson, l'autre personnage clé de la révolution industrielle, qui y a installé en 1776 la première machine à vapeur de l'industrie, qu'il avait contribué à construire en inventant dès 1772 la machine à aléser. 